# متآصلات البلوتونيوم

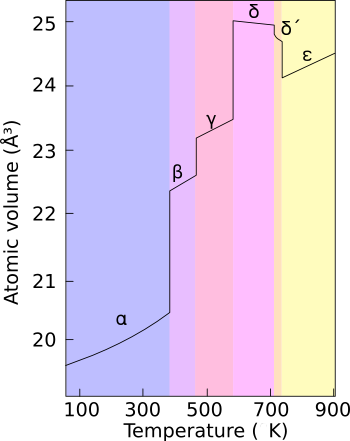
رسم تخطيطي لتآصل البلوتونيوم عند الضغط المحيط. الأحجام الذرية في الأنجستروم المكعب.
كثافة الهيكل البلوري للطور (جم / سم 3)
ألفا (α) أحادي الميل البسيط 19.86
بيتا (β) أحادي الميل محور الجسم 17.70
جاما (γ) تقويم العظام محور الوجه 17.14
دلتا (δ) مكعب متمركز على الوجه 15.92
دلتا
رئيس (قالب: Prime) رباعي الزوايا محور الجسم 16.00
إبسيلون (ε) 16.51

يوجد البلوتونيوم في مجموعة متنوعة من المتآصلات، حتى عند الضغط الجوي. تختلف هذه المتآصلات بشكل كبير في التركيب البلوري والكثافة؛ تختلف المتآصلات α و δ في الكثافة بأكثر من 25٪ عند ضغط ثابت.

## نظرة عامة
يحتوي البلوتونيوم عادةً على ستة تآصلات ويُشكل متأصل سابع (زيتا ، ζ) في درجة حرارة عالية ونطاق ضغط محدود. تتمتع هذه المتآصلات بمستويات طاقة متشابهة جدًا ولكنها متفاوتة بشكل كبير في الكثافة والتراكيب البلورية . هذا يجعل البلوتونيوم شديد الحساسية للتغيرات في درجة الحرارة أو الضغط أو الكيمياء ، ويسمح بتغييرات كبيرة في الحجم تبعا لانتقالات الطور . على عكس معظم المواد ، تزداد كثافة البلوتونيوم عندما يذوب ، بنسبة 2.5٪ ، لكن المعدن السائل يُظهر انخفاضًا في الكثافة مع درجة الحرارة. تختلف كثافات التآصلات المختلفة من 16.00 جرام / سم 3 إلى 19.86 جرام / سم 3 .

## تصنيع البلوتونيوم
إن وجود هذه المتآصلات العديدة يجعل تصنيع البلوتونيوم أمرًا صعبًا للغاية ، لأن حالته تتغير بسهولة شديدة. على سبيل المثال ، يوجد الطور α عند درجة حرارة الغرفة في البلوتونيوم غير المسبك. وله خصائص تصنيع مشابهة للحديد الزهر ولكنه يتغير إلى الطور β ( المرحلة التجريبية ) عند درجات حرارة أعلى قليلاً. أسباب مخطط طوره المعقد ليست مفهومة تماما ؛ ركزت الأبحاث الحديثة على بناء نماذج حاسوبية دقيقة لتحولات الطور. يتميز الطور α بهيكل بلوري أحادي الميل منخفض التماثل ، وبالتالي يكون ضعيف الموصلية والهشاشة والقوة والانضغاط.

## الاستقرار
يوجد البلوتونيوم في الطور δ (طور دلتا) عادة بين درجة حرارة 310 درجة مئوية إلى 452  درجة مئوية ولكنه مستقر في درجة حرارة الغرفة عند خلطه (سباكته) بنسبة صغيرة من الغاليوم أو الألومنيوم أو السيريوم، مما يعزز قابلية التشكيل ويسمح له باللحام في تطبيقات الأسلحة. يتميز طور δ بطابع معدني نموذجي، وهو قوي ومرن مثل الألومنيوم. في أسلحة الانشطار، ستؤدي موجات الصدمة المتفجرة المستخدمة لضغط قلب البلوتونيوم أيضًا إلى الانتقال من طور البلوتونيوم المعتادة من طور δ دلتا إلى طور ألفا الأكثر كثافة، مما يساعد بشكل كبير على تحقيق النقطة أو المنطقة الحرجة الفائقة. سبيكة البلوتونيوم-الغاليوم هي السبائك الأكثر شيوعًا المستقرة δ.
يمكن للغاليوم والألمنيوم والأمريسيوم والسكانديوم والسيريوم أن يجعل طور δ البلوتونيوم مستقرا في درجة حرارة الغرفة. يسمح السيليكون والإنديوم والزنك والزركونيوم بتكوين طور δ غير مستقرة عند تبريده بسرعة. تسمح كمية كبيرة من الهافنيوم والهولميوم والثاليوم أيضًا بالاحتفاظ ببعض طور δ في درجة حرارة الغرفة. النبتونيوم هو العنصر الوحيد الذي يمكنه تثبيت الطور α (ألفا) عند درجات حرارة أعلى. يعمل التيتانيوم والهافنيوم والزركونيوم على استقرار الطور β (بيتا) عند درجة حرارة الغرفة عند تبريده بسرعة.

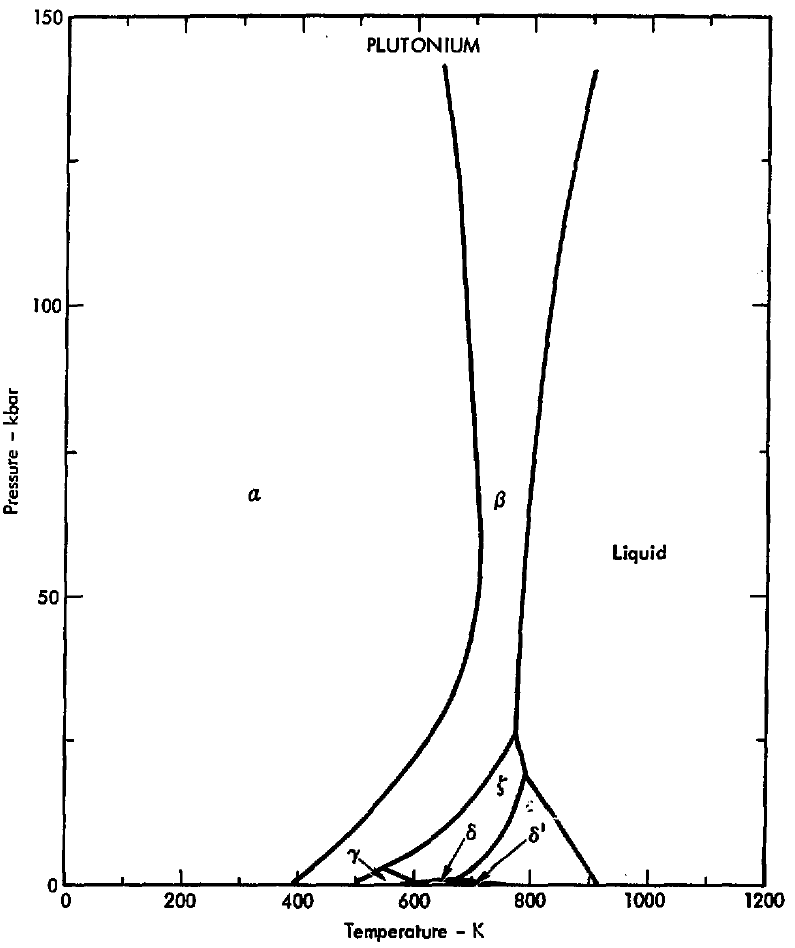
مخطط الطور للبلوتونيوم (بيانات 1975)

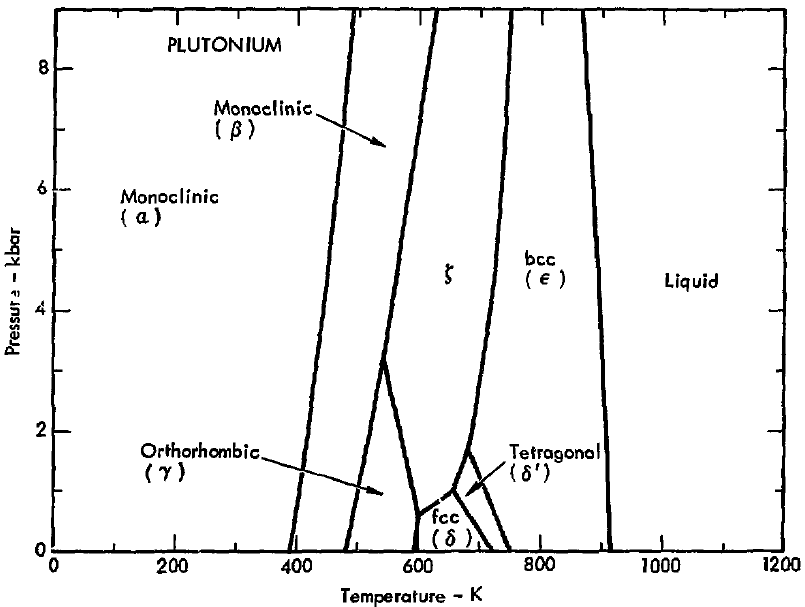
تفاصيل مخطط الطور للضغوط المنخفضة